# Ambush Bug
Ambush Bug, il cui vero nome è Irwin Schwab, è un personaggio dei fumetti creato da Keith Giffen nel 1982, pubblicato dalla DC Comics.

## Storia del personaggio
Il suo nome si suppone sia Irwin Schwab, ma soffre di problemi mentali che gli impediscono di comprendere la realtà intorno a lui, così persino la sua identità potrebbe essere non vera.
La sua origine è incerta, sebbene quella più comunemente accettata sia quella che Brum-El (un'allusione a Beau Brummel e a Jor-El, padre di Superman) del pianeta Schwab abbia mandato nello spazio i suoi vestiti supponendo che il suo pianeta fosse in pericolo e volendo salvare il suo guardaroba. I suoi vestiti vennero però intercettati da un gigantesco ragno spaziale radioattivo, e nello schianto sopravvissero solo 2 capi: la tuta Ambush Bug, trovata successivamente da Irwin Schwab, e il ragno si fuse a Brum-el e alla sua tuta. Arrivato sulla terra questo nuovo essere decise fate un mucchio di scorribande.

## Altri media
Ambush Bug appare nel videogioco MMORPG DC Universe Online.